# Victoriano Huerta
Pour les articles homonymes, voir Huerta et Márquez.
José Victoriano Huerta Márquez (22 décembre 1850, Colotlán, Jalisco - 13 janvier 1916, El Paso, Texas ) est un militaire et homme d'État mexicain, président du Mexique du 18 février 1913 au 14 juillet 1914.

## Famille et études
Huerta est le fils de Jesús Huerta et Del Refugio Márquez, des indigènes huichols, ouvriers agricoles dans le ranch d'Agua Gorda à Colotlán (État de Jalisco). Il s'engage dans l'armée à dix-sept ans sous les ordres du général Donato Guerra (es). Ses capacités intellectuelles remarquées par celui-ci lui permirent malgré ses origines modestes d'entrer à la prestigieuse académie militaire de Chapultepec avec l'aide du président Benito Juárez. Il y étudie également les mathématiques et l'astronomie. Après l'obtention de son diplôme, il est incorporé dans le corps des ingénieurs de l'armée et travaille au sein du service topographique dans la région de Puebla. C'est là qu'il rencontre et épouse Emilia Águila avec qui il est marié en 1880 et avec qui il aura onze enfants.

## Carrière militaire
Pendant l'administration de Porfirio Díaz il gravit les échelons pour parvenir au rang de général et participe aux combats contre les Yaquis et de Chan Santa Cruz contre les Mayas du Yucatán et du Quintana Roo où il contracte (1902) une maladie des yeux (cataracte) qui l'afflige pour le reste de ses jours. Après trente ans de carrière, il s'installe comme ingénieur civil à Monterrey.

## Carrière politico-militaire

### Coup d’État contre Madero
Après le départ de Díaz en exil, Huerta commence par faire allégeance à la nouvelle administration de Francisco Madero, mais il complote secrètement dans el Pacto de la Ciudadela avec l'ambassadeur des États-Unis et Félix Díaz, neveu de Porfirio. Il est chargé par le président Madero de lutter contre les insurgés de Morelos, partisans de Zapata. Huerta trahit Madero ainsi que le vice-président Pino Suárez et, après un intermède très court, au terme de la décade tragique, le 19 février 1913, Huerta se proclame président. Au cours de son investiture qui a lieu au Palais national et en présence du corps diplomatique accrédité à Mexico l'ambassadeur Wilson prononce un discours optimiste, assurant que la paix serait bientôt rétablie dans le pays grâce à l'habileté du nouveau président. La nouvelle de sa nomination est envoyée par télégraphe à tous les gouverneurs des États. Tous acceptent l'usurpation même ceux de Tabasco, de San Luis Potosi et du Michoacán pourtant issus de la révolution. Seul le gouverneur de Coahuila, Venustiano Carranza s'y oppose suivi quelques semaines plus tard par celui du Sonora.

### Présidence et renversement
Le 22 février, sur ordre de Huerta, le président Madero et le vice-président Pino Suárez étaient assassinés, sous prétexte d'une tentative d'évasion. Huerta avec le ferme soutien des Britanniques imposa son gouvernement.
En faveur de Huerta, à son avènement, il y a les conservateurs, parmi lesquels les propriétaires terriens, très hostiles à l'idée de réforme agraire. Il y a également l’Église et ses dignitaires. Le développement du radicalisme sous Madero l'inquiète. Elle fait une « avance » au régime d'un million de pesos. Les investisseurs européens le soutiennent aussi et ajoutent 7 millions de pesos au prêt de l’Église. Contre Huerta combattent Pancho Villa dans le Nord et Emiliano Zapata dans le Sud. Le prolétariat urbain, plutôt favorable aux idées socialistes, s'oppose également à lui.

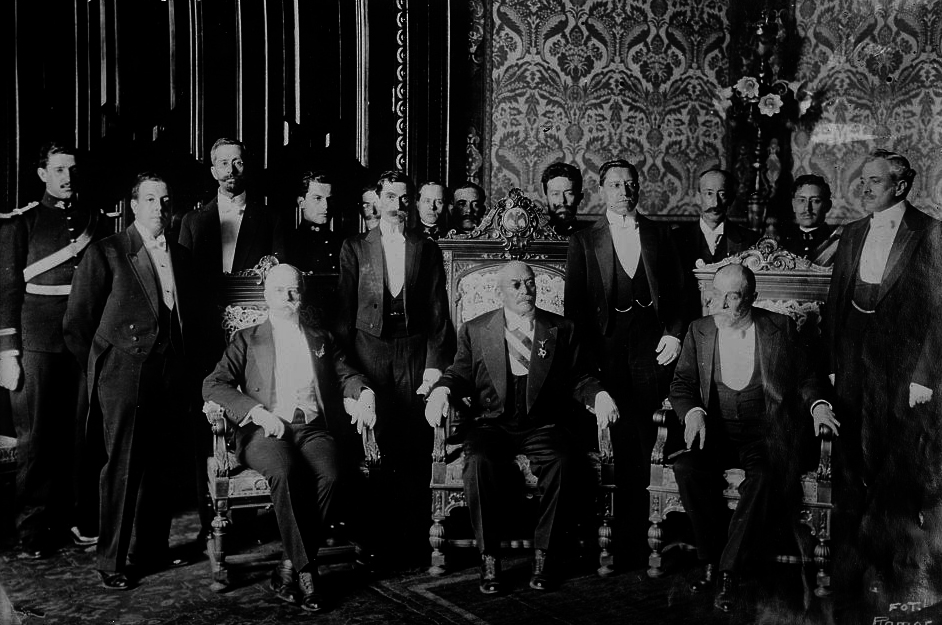
Le président Huerta et son gouvernement.

Le président des États-Unis Woodrow Wilson qui succède à Taft en 1913, devient hostile à l'administration Huerta qui continue la politique de Diaz en faveur de capitalistes européens. Au cours de l'été 1913 il rappelle son ambassadeur Henry Lane Wilson et place l'embargo sur la vente des munitions au Mexique, envoie John Lind à Mexico pour prier Huerta de ne pas se présenter à la prochaine élection présidentielle. Lors de l'élection qui a lieu en octobre, Huerta ne se présente pas mais déclare que la majorité des électeurs avait malgré tout voté pour lui. Le président Wilson annonce qu'il fallait le renverser de force et en février 1914 l'embargo sur les armes est levé en faveur des constitutionalistes, opposés à Huerta. Sous le prétexte de protéger ses concitoyens mais en réalité pour empêcher la livraison d'armes et de matériel militaire pour les troupes fédérales et apprenant l'arrivée à Veracruz du navire marchand allemand Ypiranga chargé de munitions, il fait débarquer les marines le 21 avril 1914 à Veracruz, port qui est défendu par les cadets de la marine mexicaine et les habitants du port. Il y eut de plusieurs révoltes contre Huerta, comme celles menées par Zapata, Francisco Villa, et Venustiano Carranza. Après les défaites de ses troupes à Torreón, Zacatecas, Orendáin, la situation de Huerta devenant désespérée il nomme un gouvernement provisoire chargé de négocier avec les rebelles. Il renonce formellement à la présidence le 15 juillet 1914. Le 14 août par le traité de Teoloyucán (es) l'armée fédérale se rend aux constitutionalistes.

## Exil
Il s'exile d'abord en Angleterre, puis en Espagne et enfin aux États-Unis. En Espagne et à Washington, il négocie avec des agents allemands afin d'obtenir l'appui de Guillaume II d'Allemagne en vue d'un coup d'État. Le Kaiser lui aurait promis la restitution des territoires perdus en 1848 contre une action militaire mexicaine dans le Sud des États-Unis. Il est arrêté à Newman le 27 juin 1915 avec Pascual Orozco, accusé de conspirer et de violer les lois de neutralité des États-Unis. Après un séjour dans une prison militaire, il est libéré sous caution avec obligation de rester chez lui, car il risque de fuir au Mexique. En résidence surveillée, il continue de s'adonner à la boisson et succombe, selon la version donnée par les autorités américaines, aux conséquences de son addiction à l'alcool le 13 janvier 1916 à El Paso.
Son alcoolisme notoire, sa toxicomanie (Huerta est un grand fumeur de marijuana), son apparence physique, ses éternelles lunettes noires, sa redingote ainsi que sa manière de marcher, lui valent les moqueries de ses adversaires qui le surnomment cucaracha (cafard). En 1913 quelques strophes de la vieille (elle date des guerres entre maures et chrétiens d'Espagne) chanson homonyme sont composées pour lui. Il reste de lui l'image du traître dans toute sa vilénie, mais aussi celle d'un homme qui ne se laisse pas intimider par les États-Unis.
Jorge Vera Estañol qui est pendant quelques mois son ministre de l'Instruction publique et qui le connaissait bien porte le jugement suivant sur Victoriano Huerta :
« Âgé de soixante et un ans, très robuste et ayant une très grande résistance aussi bien au travail qu'aux excès de toute sorte, il était (en temps normal du moins) d'un intelligence vive, malicieuse, perspicace. Militaire dans l'âme, c'était un homme d'action, ferme dans ses décisions (là encore dans ses périodes normales). Mais il était égoïste, imperméable à la notion de devoir et d'une ambition sans bornes. Il ignorait, ou méprisait, toute initiative individuelle ou sociale indépendante de sa volonté. En outre il était fourbe et même machiavélique, arbitraire, brutal, dissolu et par-dessus le marché alcoolique, avec par conséquent des états intermittents d'aboulie et d'inhibition. Tout ceci, amplifié sous l'effet du pouvoir, faisait de lui au sein du gouvernement l'élément de dissolution par excellence. »

## Numismatique
En 1914 à Cuencamé (es) dans l'État de Durango est frappé sous l'autorité des généraux partisans de Francisco Villa, Calixto Contreras Espinoza (1867-1918) et Severino Ceniceros (1880-1937), un peso d'argent (qui permettait de payer les soldes des troupes villistes en monnaie fiable et non en pesos « papier » sans valeur) portant le slogan Muera Huerta (mort à Huerta).
Il est à ce jour la seule pièce de monnaie demandant la mort de quelqu'un.
Huerta avait fait condamner à mort toute personne surprise avec cette pièce en sa possession.